# Brookside (Berkshire)
Brookside – wieś w Anglii, w hrabstwie ceremonialnym Berkshire, w dystrykcie (unitary authority) Bracknell Forest. Leży 21 km na wschód od centrum miasta Reading i 40 km na zachód od centrum Londynu.